# Ligne 11 de la CPTM
La Ligne 11 - Corail de la CPTM comprend le tronçon du réseau métropolitain définie entre les gares de la Luz et d'Estudantes. Il était connu sous le nom d'Express Est (Expresso Leste) sur le tronçon Luz à Guaianases. En 2019, avec la fin du transfert interne à Guaianases, la ligne est également devenue Express Est - Mogi (Expresso Leste–Mogi). C'est actuellement la ligne la plus saturée de la région métropolitaine de São Paulo et aussi la deuxième ligne la plus étendue de la CPTM. Jusqu'en mars 2008, elle s'appelait Ligne E - Orange.

## Histoire
La construction de la ligne a commencé en 1869 par la Companhia São Paulo e Rio de Janeiro, comme partie de l'Estrada de Ferro do Norte, qui serait incorporé par l'Estrada de Ferro Central do Brasil en 1890. Au début du XXe siècle, des trains de banlieue ont commencé à circuler, initialement jusqu'à Penha, pour atteindre Mogi das Cruzes dans les années 1910. Cette opération faisait 49 kilomètres de long et comptait 19 gares.
L'électrification de la ligne n'a eu lieu qu'au milieu des années 1950, et l'opération avec les rames automotrices électriques commencé à être réalisée avec des unités déjà usées, ramenées du système suburbain de Central de Rio de Janeiro. En 1976, la ligne a été étendue aux étudiants, afin qu'elle puisse servir les étudiants des collèges situés à Mogi.
En 1975, la ligne a commencé à être gérée directement par Rede Ferroviária Federal (RFFSA), qui depuis 1957 avait Central do Brasil comme l'une de ses filiales. En février 1984, il est devenu responsable de la Companhia Brasileira de Trens Urbanos (CBTU), qui a hérité de l'ensemble du service de train métropolitain du Réseau. En 1994, la ligne a été nationalisée et transmise à la Companhia Paulista de Trens Metropolitanos (CPTM).

### Extension Est
Contrairement à une étude du métro lui-même, qui prévoyait l'effondrement total, dû au surpeuplement, de la ligne est-ouest (actuellement ligne 3 - Rouge) si elle était prolongée au-delà d'Itaquera, le projet d'extension du métro est a été lancé en 1987, Les travaux ont commencé le 14 octobre de la même année, par le gouvernement de Quércia. En raison du manque de fonds, les travaux ont été partiellement interrompus et n'ont repris qu'en mai 1988, jusqu'à l'arrêt total en 1992, sous l'administration Fleury. L'endettement élevé de Companhia do Metropolitano (qui a financé la réalisation de travaux routiers réguliers, comme le Ponte do Morumbi et le corridor de trolleybus ABD) l'a empêchée de contracter des emprunts pour reprendre les travaux.
Ainsi, la gestion Covas a utilisé la CPTM pour emprunter à la BNDES pour achever les travaux d'extension — qui seront ensuite incorporés par la compagnie ferroviaire et inaugurés le 27 mai 2000. Le nouveau service mis en œuvre par CPTM sur le nouveau tronçon a été nommé Express Est,,.
À la suite de l'ouverture d'Expresso Leste, le CPTM a désactivé toutes les gares entre Tatuapé et Itaquera - la gare de Clemente Falcão avait déjà été désactivée des années auparavant, en 1981, lorsque la gare de Tatuapé a été inaugurée. L'ancien tronçon entre Artur Alvim et Guaianases a été supprimé, laissant la place à une extension de la Radial Leste en 2004.
Avec l'achat de nouveaux trains et la rénovation du système énergétique de la ligne, il a été possible, en 2019, de mettre fin à ce service, en portant ses caractéristiques sur toute la longueur de la ligne,. Il s'agissait d'une ancienne demande des habitants de la région d'Alto Tietê, qui devaient changer de train à la gare de Guaianases (celle avec le plus grand nombre de voyageurs sur la ligne, sans tenir compte des transferts entre les lignes CPTM/Métro) pour continuer leur voyage.

## Route
La première section, l'ancien Express Est, comprend des trains modernes et climatisés qui circulent entre les gares de la Luz et de Guaianases. Dans cette gare, le transfert a été effectué pour la deuxième section, entre les gares de Guaianases et d'Estudantes, à Mogi das Cruzes, desservant également les municipalités de Ferraz de Vasconcelos, Poá et Suzano. Pendant longtemps, l'Express Est devait être intégré au réseau de métro, le transformant en ligne 6 du métro. Ce projet n'a cependant pas été réalisé et ne fait plus partie du futur projet. Jusqu'en novembre 2003, Expresso Leste ne couvrait que le tronçon entre les gares de Brás et Guaianases.
À des heures précises, certains trains ont déjà fait le trajet direct entre les gares de Luz et des étudiants, sans avoir à changer de train à la gare de Guaianases,. En janvier 2019, CPTM a annoncé la possibilité d'éliminer définitivement le transfert à Guaianases, et à partir du 4 février 2019, les opérations Express Est–Mogi ont commencé, avec des trajets directs entre Luz et Estudantes. Initialement, les départs ont eu lieu du lundi au vendredi, de 9 h à 15 h, et les week-ends, pendant toute l'opération commerciale.
En avril 2019, le transfert d'Express Est–Mogi à Guaianases a été considérablement réduit par le CPTM et, en mai, il a été éteint. Ainsi, tous les trains commencent à quitter la gare d'Estudantes à destination de Luz, avec des intervalles moyens de huit minutes entre les trains, le tronçon entre Guaianases et Luz (loop) ayant un intervalle de quatre minutes pendant les heures de pointe,,.

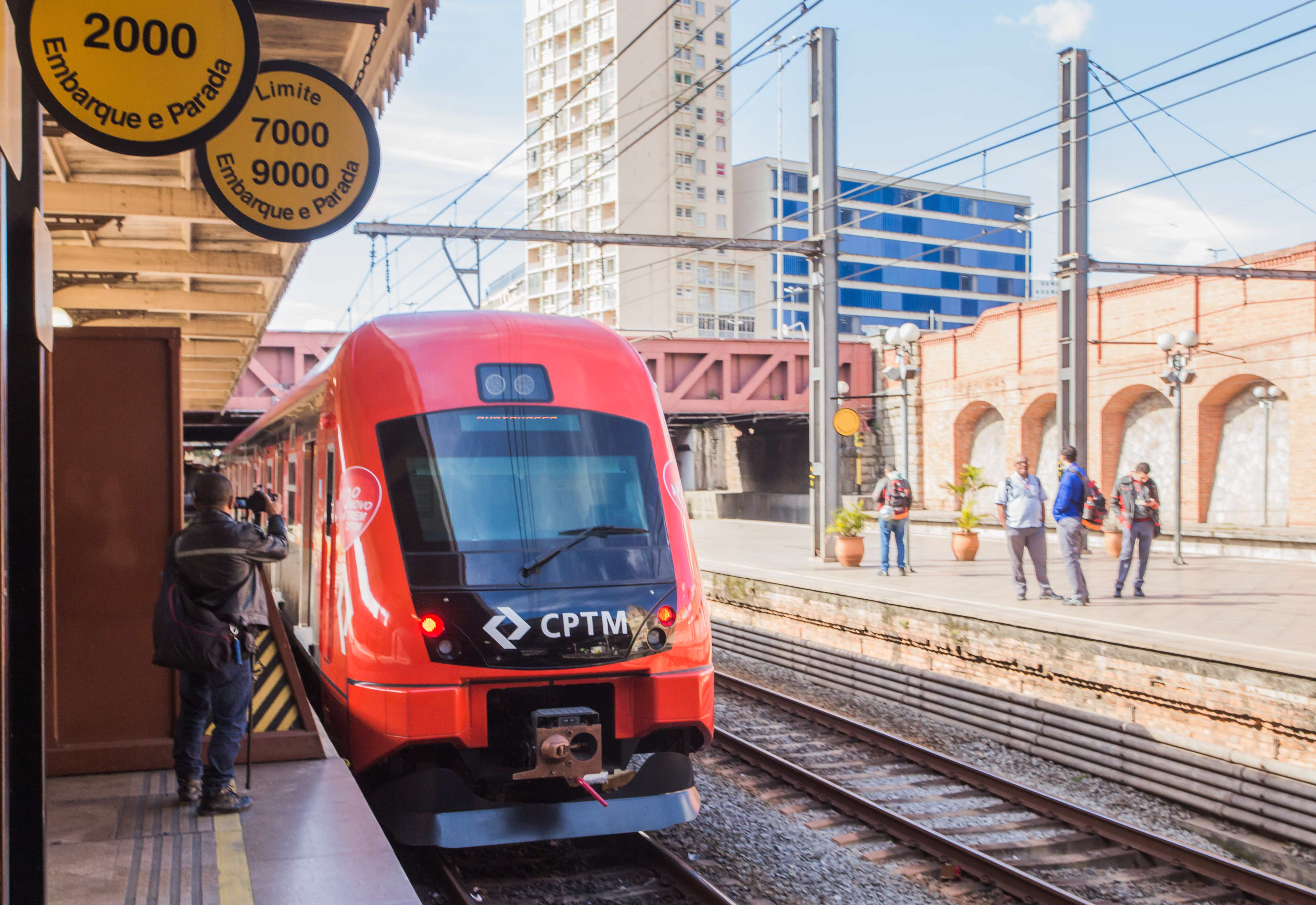
Train - 8500
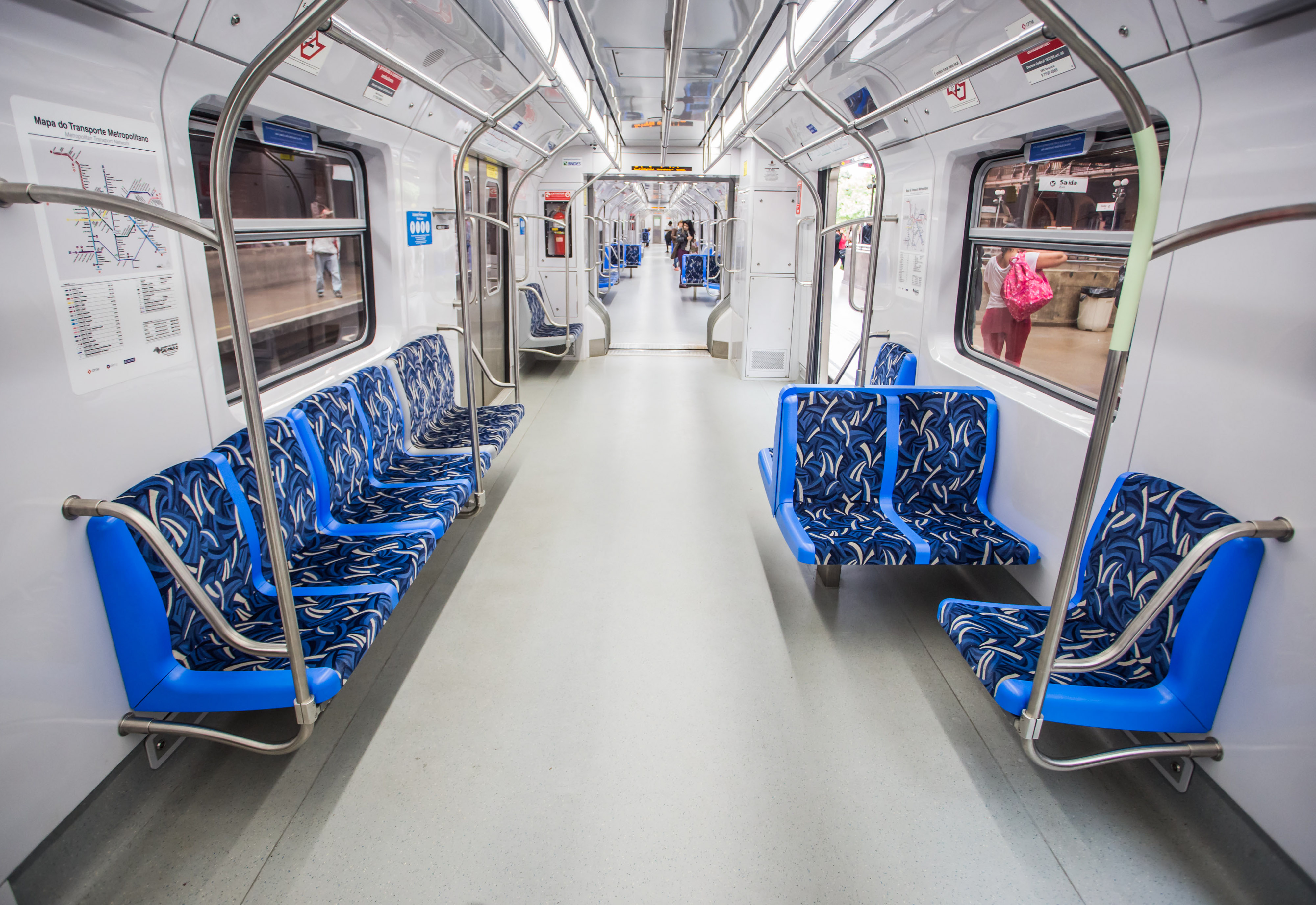
Intérieur - Série 8500
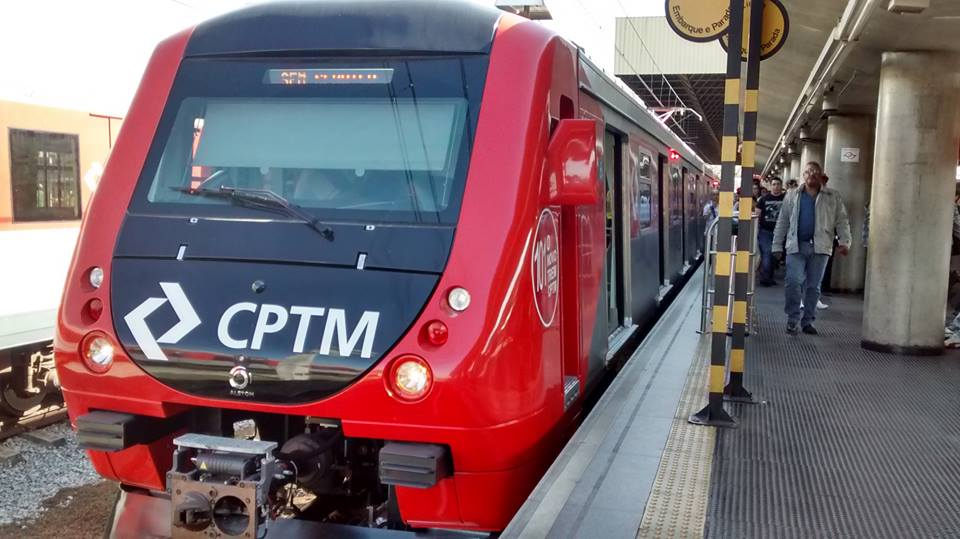
Train - 9000
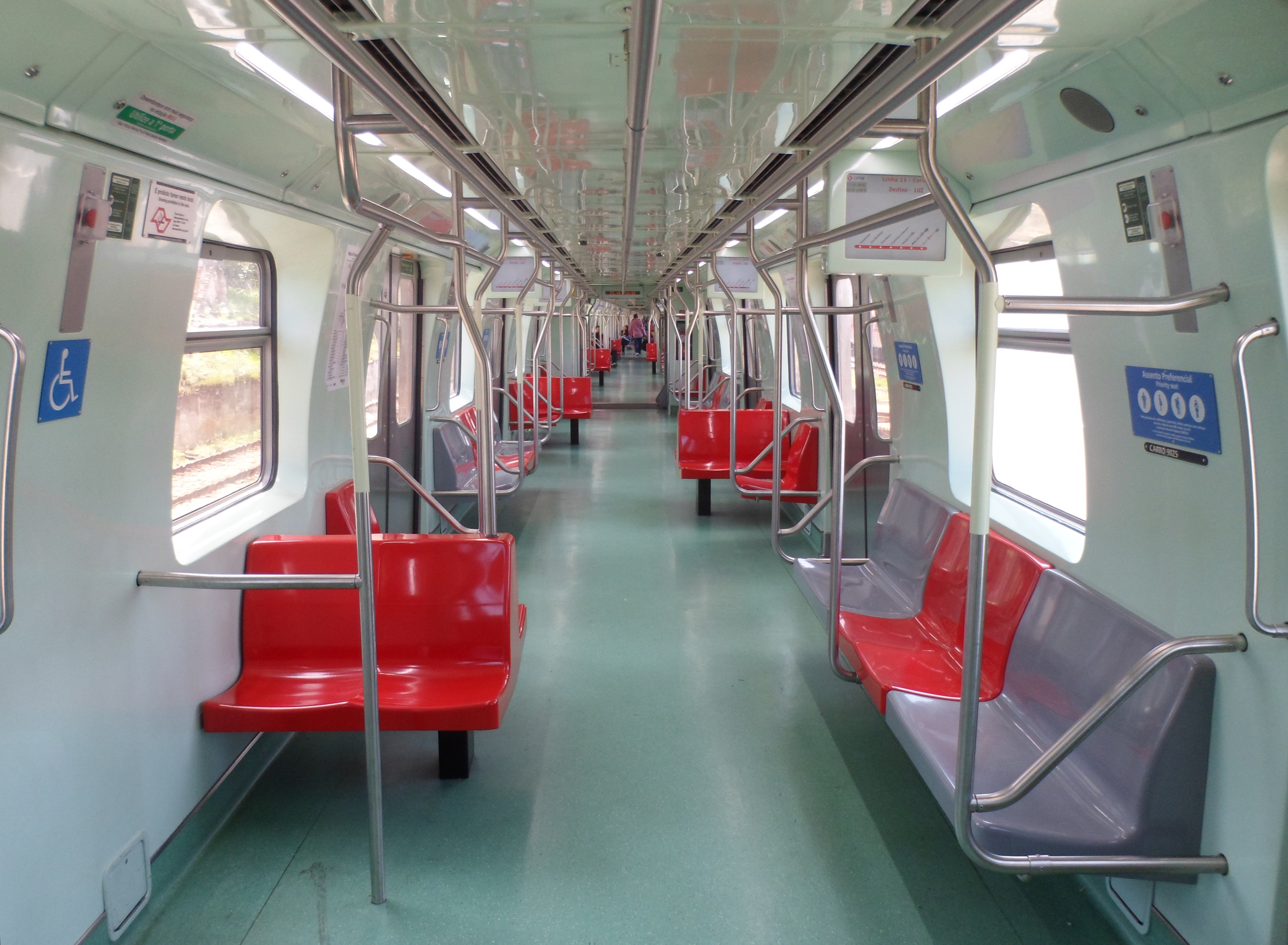
Intérieur - Série 9000

## Gares
- Luz
- Brás
- Tatuapé
- Corinthians-Itaquera
- Dom Bosco
- José Bonifácio
- Guaianases
- Antonio Gianetti Neto
- Ferraz de Vasconcelos
- Poá
- Calmon Viana
- Suzano
- Jundiapeba
- Braz Cubas
- Mogi das Cruzes
- Estudantes

## Caractéristiques des gares
Dans la partie de la ligne qui appartenait à l'Express Est, la gare Guaianases et les gares entre Luz et Tatuapé sont en surface. Toutes les autres saisons sont élevées. Dans le prolongement de la ligne 11, les gares entre Guaianases et Estudantes sont pour la plupart des bâtiments modernes ou en cours de modernisation.

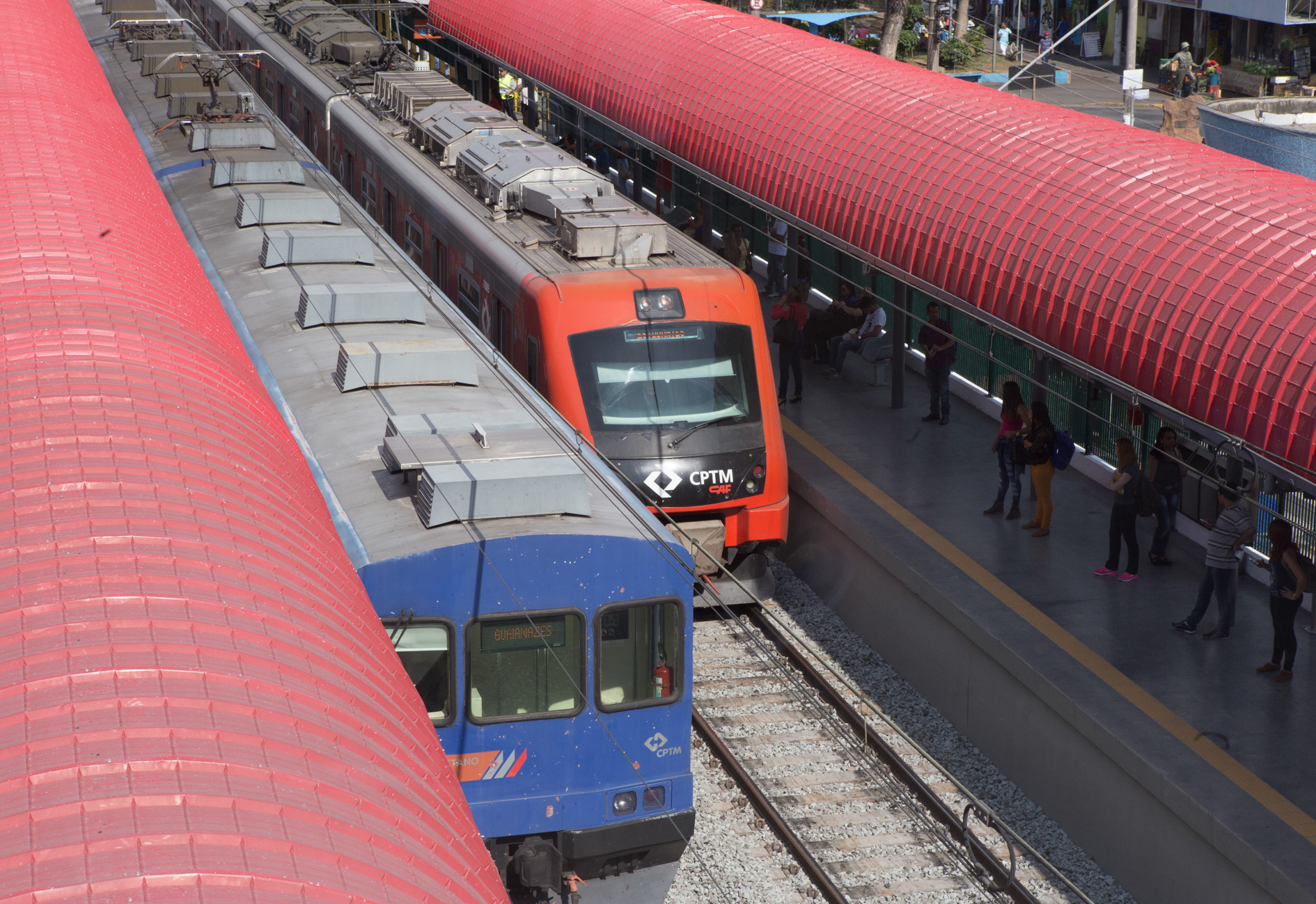
Gare de Poá. Plateformes.
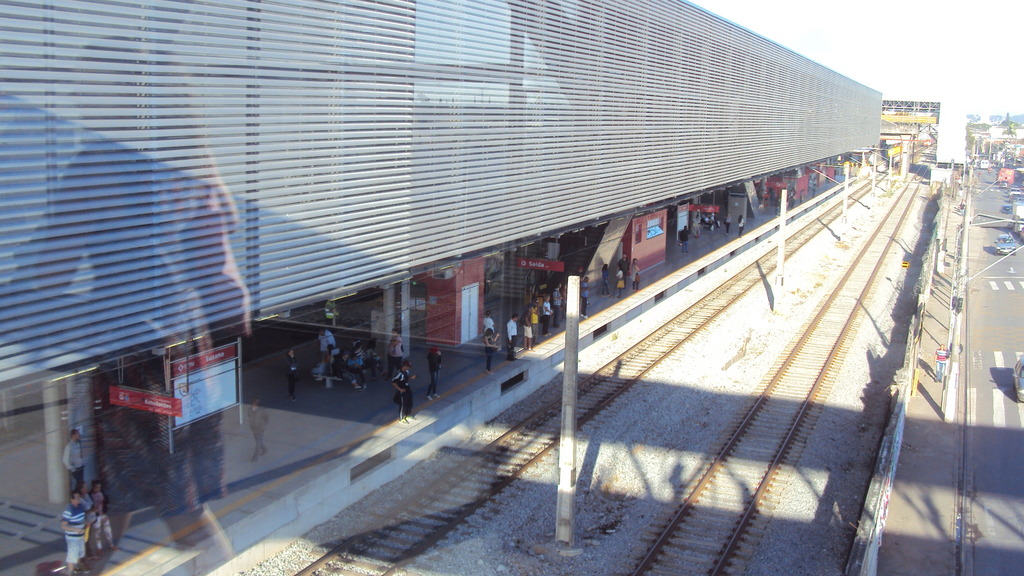
Gare de Suzano. Extérieur.
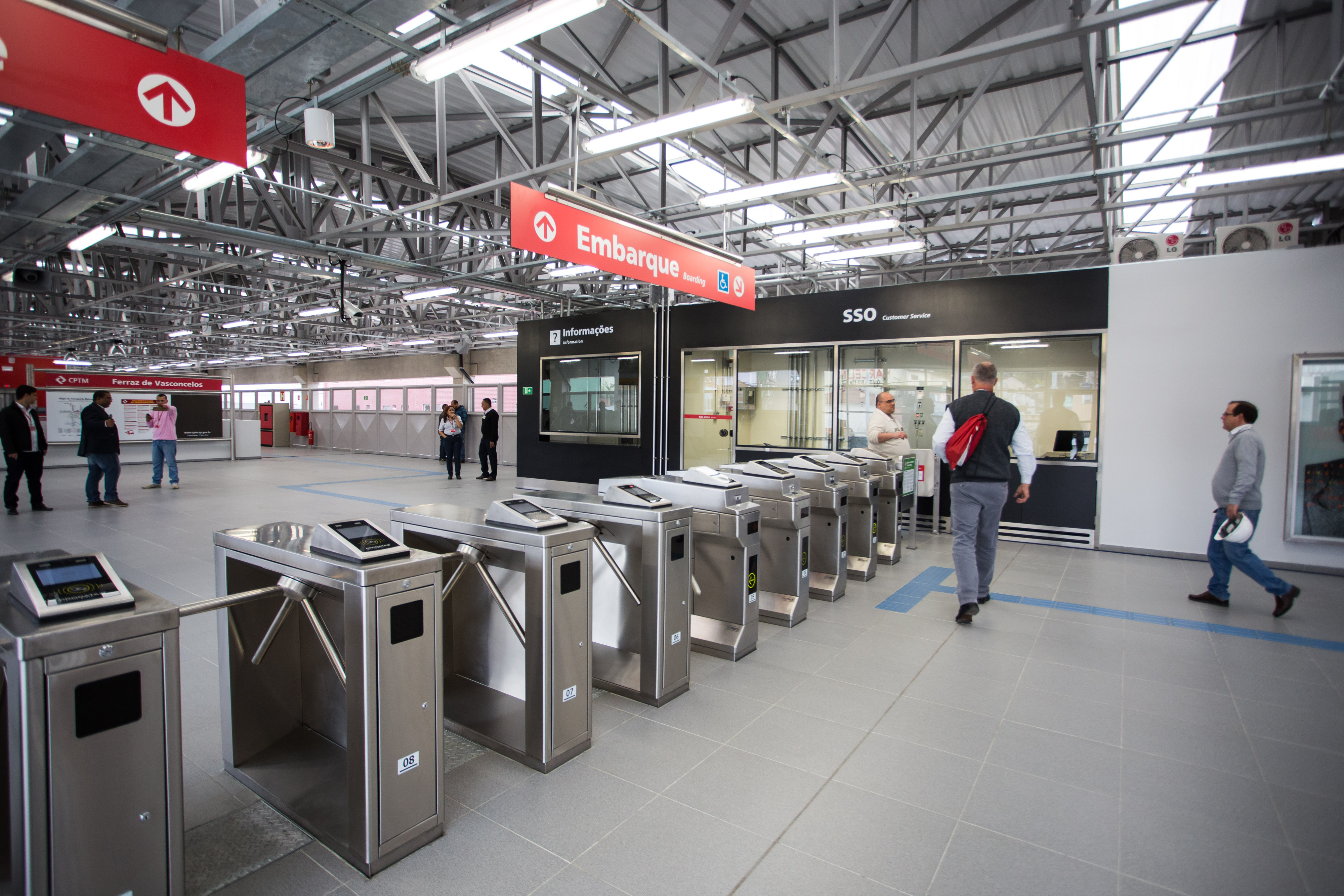
Gare de Ferraz de Vasconcelos. Accès.
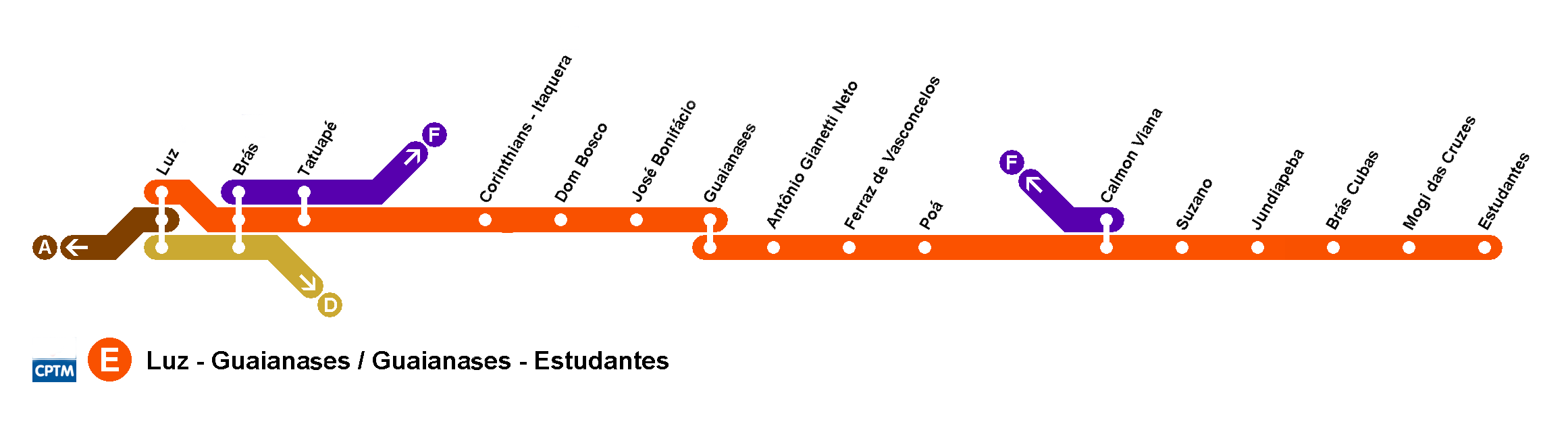
Plan de ligne, utilisé jusqu'en 2008.